# Fifth Avenue Models
Fifth Avenue Models è un film muto del 1925 diretto da Svend Gade. La sceneggiatura si basa su The Best in Life, romanzo di Muriel Hine Coxen pubblicato a New York nel 1918.

## Trama
Isoel Ludant lavora come modista in un negozio di moda per aiutare economicamente il padre, un artista di talento ma di scarso successo. La ragazza, che talvolta viene usata come modella per gli abiti della maison, viene notata da Francis Doran, un mercante d'arte. Un'altra delle modelle, gelosa di Isoel, fa dei commenti sprezzanti su di lei, provocando la reazione furiosa della ragazza. Licenziata, Isoel viene avvisata che dovrà ripagare il vestito rovinato durante il litigio, altrimenti Joseph, suo padre, verrà arrestato. Lui, per trovare i 150 dollari, si invischia in una storia poco pulita, impegnandosi ad accompagnare alcuni malviventi dove si trova un quadro che loro vogliono rubare. Ma, sorpresa al momento del furto, la banda viene arrestata. Dopo che Joseph viene condannato a tre anni a Sing Sing, Isoel deve trovarsi un lavoro e accetta un posto come segretaria di Doran. Quest'ultimo la corteggia e le dichiara il suo amore, ma lei, convinta che le sue intenzioni non siano onorevoli, lo respinge. Joseph, intanto, viene rilasciato e diventa famoso per uno dei suoi quadri ma la stampa lo denuncia come ex detenuto. Doran, restando accanto a Isoel in quella difficile situazione, le dimostra di amarla veramente, conquistandola.

## Produzione
Il film fu prodotto dall'Universal Pictures (come Universal Jewel).

## Distribuzione
Il copyright del film, richiesto dall'Universal, fu registrato il 30 dicembre 1924 con il numero LP20979.
Distribuito dall'Universal Pictures e presentato da Carl Laemmle, il film uscì nelle sale cinematografiche statunitensi il 26 aprile 1925. In Portogallo, fu distribuito il 5 aprile 1927 con il titolo O Manequim.
Copia incompleta (mancante di un rullo) della pellicola si trova conservata all'UCLA Film And Television Archive di Los Angeles.